# Ellsworth Kelly
Ellsworth Kelly (Newburgh, 31 maggio 1923 – New York, 27 dicembre 2015) è stato un pittore e scultore statunitense, tra i primi più noti esponenti dell'Hard edge painting ("pittura a contrasti netti") e del Minimalismo.

## Biografia
Secondogenito di tre figli nati da Allan Howe Kelly, dirigente di un'agenzia di assicurazioni, e Florence Bithens, insegnante. Poco dopo la sua nascita, la famiglia si trasferisce nel New Jersey, cambiando città di anno in anno a causa del lavoro dei genitori.
Passa molto tempo in solitudine, condizione che lo spinge a trovare interessi inusuali, come il bird watching, attività che lo aiuta a sviluppare interesse per la forma e il colore, e che lo appassionerà per il resto della vita. Intraprende studi sui trattati di ornitologi di fama mondiale come Louis Agassiz Fuertes e John James Audubon, che esercitano una forte influenza in lui.
Frequenta la scuola pubblica, ambiente al tempo fortemente influenzato dalle teorie sull'educazione progressiva promulgate dal Columbia University Teacher's College, che promuovono lo sviluppo della creatività attraverso l'ampia presenza di materie artistiche. Pur riluttanti, i genitori gli mantengono gli studi al Pratt Institute di Brooklyn, che frequenta dal 1941 fino alla chiamata alle Armi nel 1943. Qui riesce a farsi assegnare al dipartimento artistico, dove ha modo di insegnare alle truppe l'arte del mimetismo e altri stratagemmi visivi per ingannare il nemico nelle azioni di guerra.
Nel 1948, congedatosi, e grazie al lauto stipendio da militare, si mantiene gli studi alla School of the Museum of Fine Arts di Boston e all'École nationale supérieure des Beaux-Arts di Parigi. Qui conosce Jean Arp, Constantin Brâncuși, Alexander Calder e Joan Miró dei quali la rappresentazione semplificata delle forme presenti in natura influenzerà il suo stile negli anni a venire.
Nel 1949 abbandona l'arte figurativa per dedicarsi alla corrente Hard-Edge painting, inserita nel filone dell'Espressionismo astratto, contraddistinta dalla prominenza di forme geometriche semplici, lineari e spesso taglienti, contrasti cromatici particolarmente forti creati con colori vividi e uniformi. Sarà inoltre tra i primi a impiegare tele con forme sagomate e non regolari.
Nel 1954, dopo sei anni di soggiorno a Parigi in cui elabora un proprio stile personale, torna negli Stati Uniti e tiene la sua prima mostra personale alla Betty Parsons Gallery nel 1956. In questi anni vive in una comunità di artisti tra cui Robert Indiana, Agnes Martin e James Rosenquist in un loft di Manhattan.
Nel 1986 realizza Dark Blue Panel, opera minimalista dalle dimensioni notevoli che dal 2013 è ritratta nella copertina del testo scolastico Matematica.blu relativo al quarto anno. 
Nel 2013 gli viene commissionata l'opera "Spectrum VIII" (completata nel 2014), pittura di grande formato composta da 12 pannelli che serve da sipario per l'Auditorium della Fondazione Louis Vuitton a Parigi progettata da Frank Gehry. Si veda "Ellsworth Kelly", Francesca Pietropaolo (a cura di), Cahiers de la Fondation, no.1, (Paris: Fondation Louis Vuitton, 2014).
Dal 2001 viveva e lavorava nel suo studio di Spencertown, a New York, dove è morto a 92 anni nel dicembre 2015. A darne la notizia il marito, il fotografo Jack Shear.